# Невис, Аэсио
Аэсио Невис (порт. Aécio Neves, бразильский португальский: [aˈɛsiw ˈnɛvis dä ˈkũɲɐ]; род. 10 марта 1960, Белу-Оризонти) — бразильский экономист, политик, бывший президент Бразильской социал-демократической партии. Губернатор штата Минас-Жерайс с 1 января 2003 года по 31 марта 2010 года. Член Палаты депутатов Бразилии. Кандидат на президентских выборах 2014 года.

## Биография
Невис родился в Белу-Оризонти в штате Минас-Жерайс и был самым молодым губернатором в истории штата. Он начал свою политическую карьеру в качестве личного секретаря своего деда Танкреду Невиса, который был избран президентом Бразилии в 1985 году, но умер до вступления в должность. Эсио Невис в 1985 году работал во Всемирной федерации демократической молодежи и четыре срока был избранным депутатом от Бразильской социал-демократической партии в Федеральной палате депутатов с 1 февраля 1987 года по 14 декабря 2002 года от штата Минас-Жерайс.
В качестве губернатора Эсио Невис представил «Управленческий шок» — комплекс радикальных реформ, направленных на то, чтобы поставить государственный бюджет под контроль за счёт сокращения государственных расходов и поощрения инвестиций. Будучи потенциальным кандидатом на президентских выборах в Бразилии в 2010 году, Невис объявил о своём намерении не участвовать в гонке в конце 2009 года Вместо этого он баллотировался в Федеральный сенат Бразилии и был избран сенатором от штата Минас-Жерайс. Он вступил в должность сенатора республики 1 февраля 2011 года.
Эсиу был обозревателем бразильской газеты Folha de S.Paulo до июня 2014 года. 5 октября 2014 года он получил второе по величине количество голосов (34 %) на президентских выборах Бразилии, что позволило ему принять участие во втором туре выборов, который состоялся 26 октября 2014 года против кандидата Дилмы Русеф.

### Ранние годы

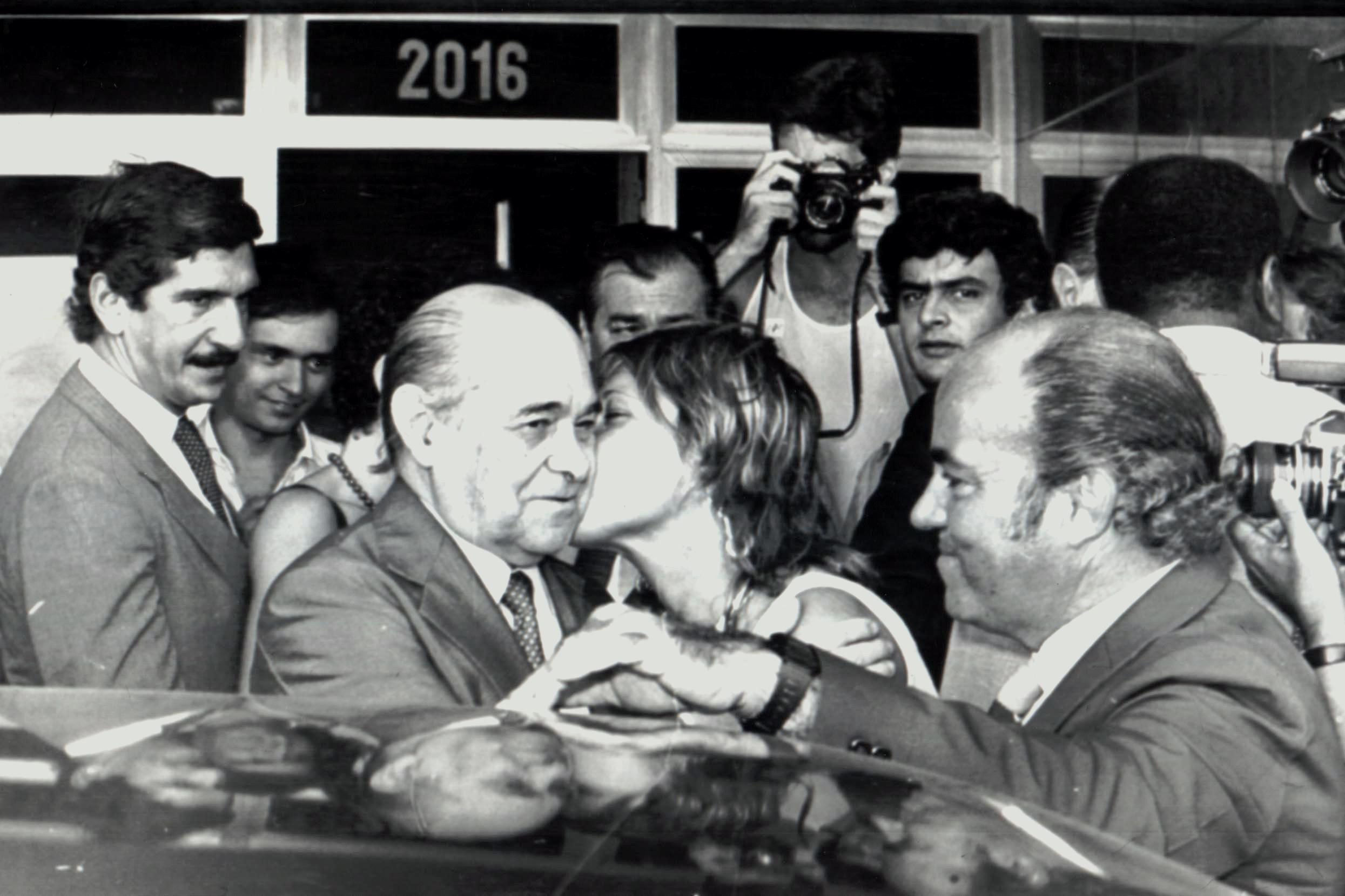
Танкреду Невис и Эсио Невис (сзади справа) в 1984 году во время президентских выборов

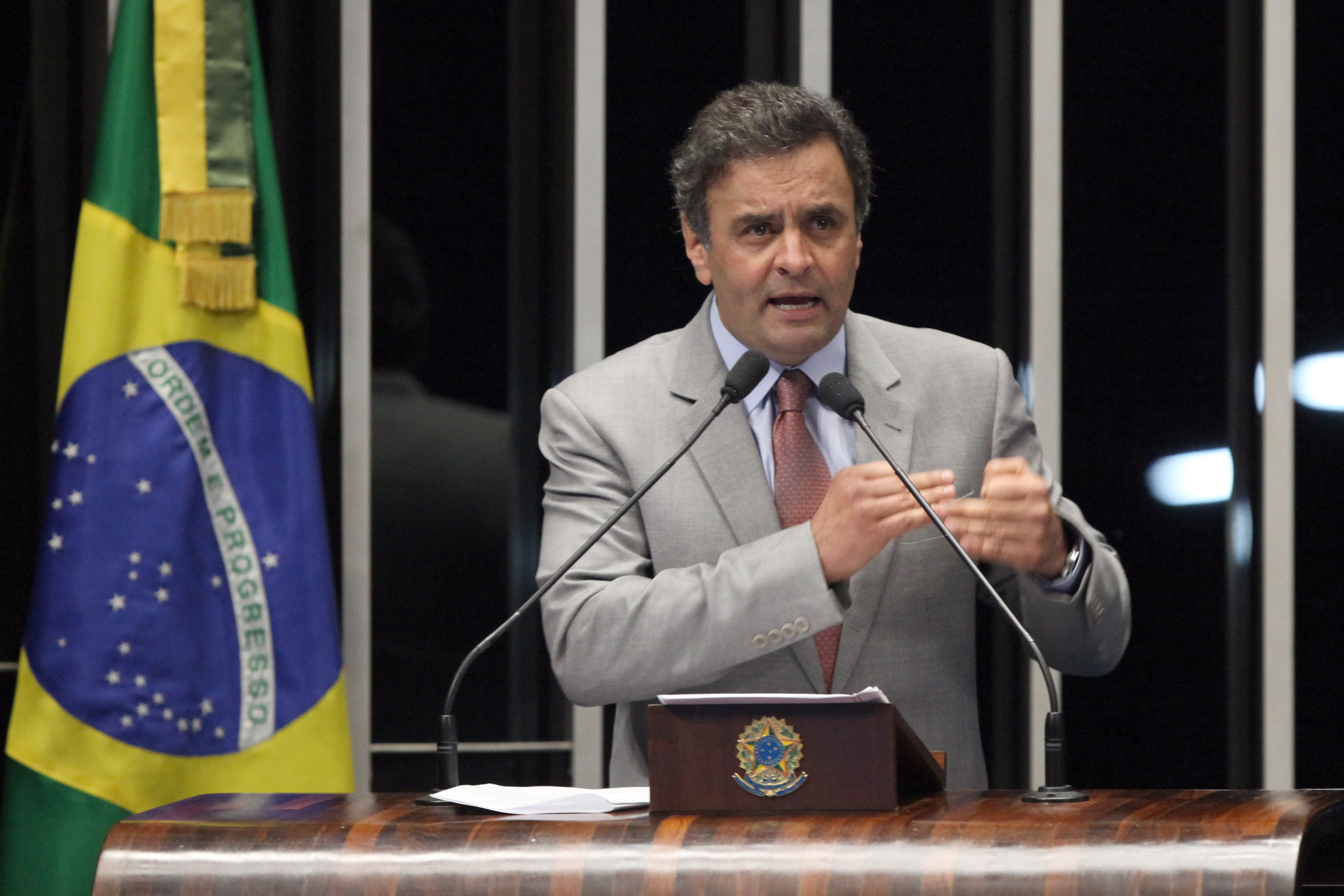
Эсио в Сенате. 25 июня 2013 года

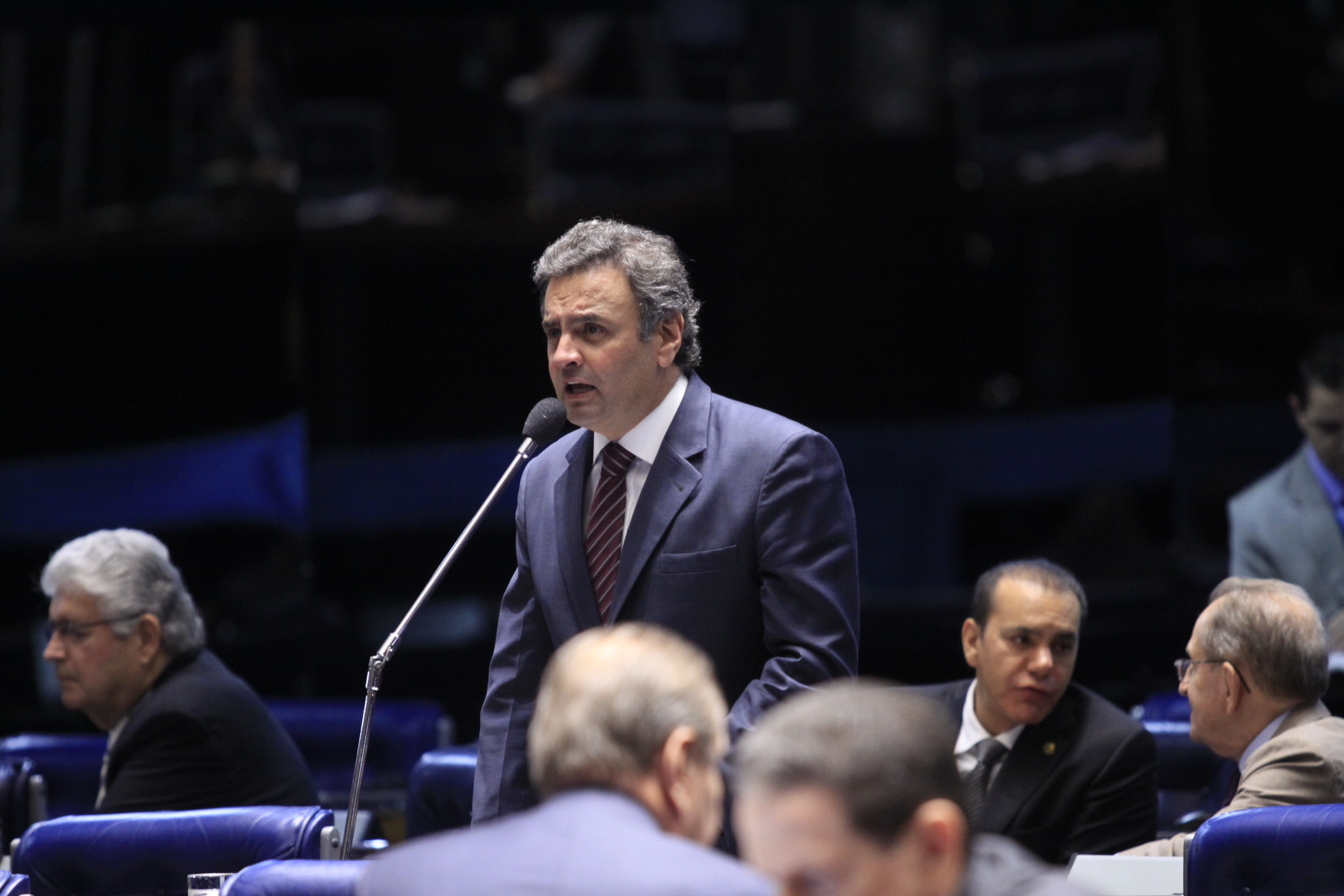
Эсио выступает с речью в Сенате в апреле 2013 года

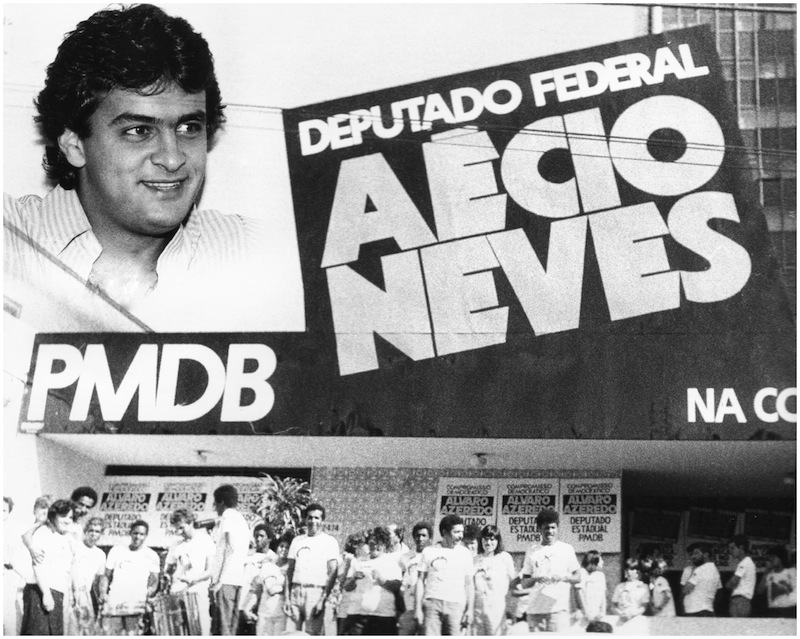
Избирательный комитет Аэсио на его первых выборах в федеральные депутаты в 1986 году

Эсио Невис — сын политика Эсио Кунья и Инес Марии. Невис происходит из семьи традиционных политиков штата Минас-Жерайса. Его дед по материнской линии, Танкреду Невис, считается ключевой фигурой в восстановлении демократии в Бразилии, он был губернатором штата Минас-Жерайс. Дед Невиса по отцовской линии, Триштан Феррейра да Кунья, и его отец Эсиу Кунья были конгрессменами, представляющими штат Минас-Жерайс. Его дед по отцовской линии, Триштан Феррейра да Кунья, уроженец Теофило Отони, северного города в штате Минас-Жерайс, был политиком, юристом и профессором, министром сельского хозяйства, промышленности и торговли в правительстве штата Жуселину Кубичек (1951—1955). Эсиу Кунья, сын Тристана и отец Эсиу, был депутатом штата с 1955 по 1963 год и федеральным представителем с 1963 по 1987 год.
Невис переехал в Рио-де-Жанейро со своими родителями, когда ему было 10 лет. Он работал в Административном совете экономической защиты Министерства юстиции Рио-де-Жанейро. В 1981 году его дед по материнской линии убедил Невиса вернуться в Белу-Оризонти. Он переехал в квартиру, в которой жил со своими дедушкой и отцом по материнской линии, и перешёл в Папский католический университет Минас-Жерайс, где изучал экономику.
В 1982 году Аэсио начал работать в кампании своего деда за правительство штата, посещая собрания и митинги в более чем 300 городах. Танкреду Невис был избран губернатором штата Минас-Жерайс, а в 1983 году Эсио работал его личным секретарём. В последующие годы Эсио участвовал в движении «Diretas Já» и в президентской кампании Танкреду Невиса. Танкреду Невис стал президентом Бразилии благодаря выбору коллегию выборщиков в 1985 году. Эсио Невис сопровождал избранного президента в поездках в демократические страны — это была политическая стратегия, используемая для ускорения перехода к демократии в Бразилии. Они посетили Соединённые Штаты и президента США Рональда Рейгана, Францию и президента Франсуа Миттераном, Италию и президента Сандро Пертини, премьер-министра Беттино Кракси, короля Испании Хуаном Карлосом и папу Римского Иоанна Павла II. Эсио Невис был назначен секретарём по особым делам президента Танкреду Невисом, но из-за смерти главы государства и затем Жозе Сарнея должность была отменена.

### Конгрессмен
В 1986 году он баллотировался в Национальное учредительное собрание как член Бразильской партии демократического движения. Он получил 236 019 голосов, что на тот момент было самым большим голосом для конгрессмена, избранного от штата Минас-Жерайс. В Учредительном собрании он стал вице-председателем организации «Суверенитет, права и гарантии мужчин и женщин», а также был одним из авторов поправки, которая повысила возрастной ценз для голосования в Бразилии до 16 лет.
Во время своего второго срока (1991—1995) он голосовал за импичмент президента Фернанду Колор ди Мелло. В 1992 году Эсио баллотировался на пост мэра Белу-Оризонти, но потерпел поражение. Это было его единственное поражение на выборах до его неудачной попытки стать президентом Бразилии в 2014 году. В 1994 году Невис был переизбран в Конгресс на третий срок. Срок полномочий длился с 1995 по 1998 год, в течение которых он был избран президентом БСДП в штате Минас-Жерайс. В 1997 году он стал лидером БСДП в Конгрессе.

### Президент Палаты депутатов
В 2001 году Невис был избран президентом Палаты депутатов. Он баллотировался против Алоизио Меркаданте, Иносенсио Оливейры, Вальдемара Коста Нето и Нельсона Маркезелли и получил больше голосов, чем все его конкуренты вместе взятые. Он был президентом Конгресса с 14 февраля 2001 года по 17 декабря 2002 года.
Под его руководством он продвигал так называемый «Этический пакет» — комплекс мер, направленных на морализаторство парламентских действий. Невис возглавил голосование за отмену иммунитета Конгресса за общеуголовные преступления, установление этического кодекса и этического комитета. Он также обеспечил обработку и голосование законопроектов в Интернете, чтобы общественность могла следить за обработкой законодательного процесса и сократил расходы Конгресса и отправил сэкономленные деньги обратно федеральному правительству.

### Сенатор
Невис вместе с бывшим президентом Итамаром Франку был избран сенатором 3 октября 2010 года, набрав 7 565 377 голосов. Невис является членом комитетов Сената по политической реформе, конституционным делам, правосудию и гражданству. Участвовал в комиссии по экономике. Как член парламента Невис выступал за разработку нового федерального пакта, усиление парламентских действий с ограничением использования временных мер, снижение налогов и изменение расчета, используемого для выплаты роялти за добычу полезных ископаемых.
18 мая 2017 года Невис был отстранён от должности сенатора министром Верховного суда Эдсоном Фачином по запросу генеральной прокуратуры, которая также потребовала его ареста после информации о том, что он запросил 2 миллиона реалов у владельцев мясоперерабатывающих предприятий кампании JBS. 30 июня 2017 года судья Марко Аурелио Мелло санкционировал возвращение Эсио в Сенат. 26 сентября 2017 года судьи Луис Роберто Баррозу, Роза Вебер и Луис Фукс снова отстранили сенатора от должности.
17 октября 2017 года Федеральный сенат проголосовал 44 против 26 за возвращение сенатора Невиса на его место.
17 апреля 2018 года Верховный суд принял судебную жалобу для расследования дела Невиса о коррупции и препятствовании отправлению правосудия после того, как он был зарегистрирован с запросом 2 млн реалов у JBS и после того, как члены его семьи получили деньги.

## Личная жизнь
В 2013 году Невис женился на модели Летисии Вебер из штата Риу-Гранди-ду-Сул. В сентябре 2014 года у них родились близнецы Бернардо и Джулия. У пары есть ещё одна дочь, Габриэла Фалькао Невис, родившаяся в 1991 году от его первого брака (1991—1998) с адвокатом Андреа Фалькао.
Андреа Невис, сестра Эсио, была арестована федеральной полицией в Брумадинью по подозрению в том, что она просила денег у бизнесмена Джосли Батисты от имени своего брата. Фредерико Пачеко де Медейрос, двоюродный брат сенатора Эсио Невиса, также был арестован в Новой Лиме, поскольку он был ответственен за получение запрошенных денег от Джозли Батисты.